# Exanthème subit
 Mise en garde médicale
L'exanthème subit, ou roséole infantile, est une maladie virale bénigne causée par un herpèsvirus de type 6 (HHV-6). Courante chez les enfants de 6 à 24 mois, elle devient rare après 4 ans. Elle est parfois appelée sixième maladie, parce que, à l'époque où l'on a voulu établir une liste des maladies provoquant un exanthème infantile, elle a été la sixième à être énumérée.
Elle se manifeste d'abord par une fièvre pouvant atteindre facilement 39 à 40 °C pendant trois jours. L’enfant peut être sujet à des convulsions. La fièvre est suivie, quelques jours plus tard, d'une éruption cutanée : taches rouges persistant 1 à 3 jours ; l'enfant n'est alors plus contagieux. À l'apparition des boutons, la fièvre tombe aussi rapidement qu'elle est apparue.
La maladie est difficile à diagnostiquer avant l’apparition de l'éruption. C'est l'absence d'autres symptômes, en dehors d'une légère pharyngite, et le caractère bien supporté de la fièvre, qui peut orienter le diagnostic.
L'exanthème subit est peu contagieux, et un traitement n'est pas nécessaire, en dehors de celui de la fièvre. Les complications sont très rares, et l'immunité, permanente.